# Fuerza especial Takuba
La fuerza especial Takuba es un grupo de trabajo militar europeo puesto bajo mando francés que tiene como objetivo asesorar, asistir y acompañar a las Fuerzas Armadas de Malí, en coordinación con los socios del G5-Sahel y otros actores internacionales sobre el terreno. Integrada en la operación Barkhane, Takuba operará a partir de tres bases militares de las Fuerzas Armadas de Malí situadas en Gao, Ansongo y Ménaka.

## Historia
El 27 de marzo de 2020, los gobiernos de Bélgica, República Checa, Dinamarca, Estonia, Francia, Alemania, Malí, Níger, Países Bajos, Noruega, Portugal, Suecia y Reino Unido emitieron una declaración política expresando su apoyo a la creación de un grupo de trabajo, integrado al mando de la operación Barkhane, con el objetivo de combatir a los grupos terroristas en la región de Liptako, una región histórica que se ubica en el este de Burkina Faso, el suroeste de Níger y una pequeña porción del centro sureste de Malí.  
Bajo el nombre de Takuba, el grupo de trabajo asesorará, asistirá y acompañará a las Fuerzas Armadas de Malí, en coordinación con los socios del G5-Sahel y otros actores internacionales sobre el terreno, incluida la misión de la ONU MINUSMA, así como las misiones de la UE EUTM Mali, EUCAP Sahel Mali y EUCAP Sahel Niger. Se espera que se despliegue en verano de 2020, este grupo de trabajo estará compuesto principalmente por fuerzas de operaciones especiales europeas con un alto nivel de autonomía. Hasta ahora, Bélgica, Dinamarca, Estonia, Francia, los Países Bajos, Portugal y Suecia han prometido contribuciones.
Nombrado en honor a la espada takuba que se utiliza en todo el Sahel occidental, la fuerza especial se estableció a petición de los gobiernos de Nigeria y Malí en el contexto de un deterioro de la situación de seguridad en la región del Sahel.

## Fases de implantación
Desde el 15 de julio de 2020 un centenar de militares estonios y franceses entrenarán sobre el terreno con unidades malienses. Posteriormente, en octubre de 2020, un segundo contingente constituido por unos 60 miembros de las fuerzas especiales de la República Checa se unirá al destacamento. Y ya en enero de 2021, un tercer contingente compuesto por 150 soldados suecos se integrará en los comandos habilitados para luchar contra los grupos yihadistas.